# Línia de base

Les zones marítimes d'acord amb la Convenció de Nacions Unides sobre el Dret de la Mar de 1982.

La línia de base, en dret internacional públic, és la línia a partir de la qual es mesura l'amplada dels espais marítims. En l'actualitat, els estats costaners determinen les línies de base en les seves cartes nàutiques o llistes de coordenades geogràfiques segons els criteris que estableix la Convenció de les Nacions Unides sobre Dret del Mar de 1982. En general, la línia de base és la línia de baixamar al llarg de la costa, incloent els ports.
En les illes situades sobre atols o illes envoltades d'esculls, la línia de base coincideix amb la baixamar al costat dels esculls que donen al mar. En costes amb obertures profundes i escotades, en les que hi hagi una franja d'illes, un delta o accidents naturals en els quals la costa sigui molt inestable, la línia de base pot ser una línia recta que segueixi la direcció general de la costa i de manera que no aïlli el mar territorial d'un altre estat de l'alta mar o la zona econòmica exclusiva. En les desembocadures dels rius, la línia de base és la línia recta que passa pels dos punts de la línia de baixamar de la riba. En les badies i les illes es poden traçar línies de base rectes seguint les indicacions de la CNUDM. Les elevacions que en baixamar són envoltades per aigua i pertanyen al mar territorial, poden ser utilitzades com a línia de base.